# S. Ola Thulin
Sven Ola Thulin, född 6 februari 1946 i Linköping, är en svensk psykiater och lundaspexare.

## Biografi
Thulin var under mer än tjugo år verksam inom narkomanvården som överläkare vid narkomanvårdsenheten vid universitetssjukhuset i Lund. Han arbetade främst med heroinavgiftning och metadonbehandling. Han gav också kurser i beroendelära och har medverkat i fack- och debattprogram i TV, bland annat Uppdrag granskning.[källa behövs] År 2003 sa han upp sig från arbete som chef för missbruksvården vid Sankt Lars sjukhus. Mellan 2003 och 2011 arbetade Thulin bland annat som specialistkonsult vid Försäkringskassan, som rättspsykiater och som privatpraktiserande läkare. Han anlitades även som sakkunnig läkare i Förvaltningsrätten.
Efter pensioneringen har Thulin avlagt fil. kand-examen i latin, klassisk grekiska och antikens kultur och samhällsliv. Han har tidigare också bidragit med CD-recensioner och konsertrecensioner i Sydsvenskan och i tidskriften Opus.

## Föreningsengagemang
Vid sidan om sin yrkesgärning har Thulin bland annat 1988–2008 varit styrande mästare inom den lundensiska logen ("Absalon") av Samfundet SHT. 
Han har gjort mindre roller i några filmer, Ägget är löst och karnevalsfilmen Sigillet. Han är dessutom ledamot av ett flertal sällskap såsom Uarda-akademien där han är redaktör, Sällskapet Lundaakademiker där han varit mångårig sekreterare, Lund-Kloster Rotaryklubb där han bland annat varit president, Svenska Frimurare Orden, Sällskapet CC, Lukasgillet, S:t Jöns gille, Ekumeniska Studentsångarförbundet, Lilla kören med mera. Thulin är införlivad som näsa nr 129 i Akademiska Föreningen Nasotek.